# Église Saint-Jean-Baptiste de Chéry-lès-Rozoy
L'église Saint-Jean-Baptiste de Chéry-lès-Rozoy est une église située à Chéry-lès-Rozoy, en France.

## Localisation
L'église est située sur la commune de Chéry-lès-Rozoy, dans le département de l'Aisne.

## Historique
Le droit de patronage (possibilité de présenter à l'évêque, pour qu'il l'ordonne, le desservant d'une église) de la cure de Saint Jean-Baptiste de Chéry-lès-Rozoy appartenait au chapitre de Saint-Laurent de Rozoy ; les gros décimateurs de la paroisse étaient le chapître de Rozoy, l'abbé de Saint-Vincent de Laon, le chapelain de Sainte-Madeleine de Rozoy et le prieur de la chartreuse du Val-Saint-Pierre. Suivant une déclaration du 15 décembre 1728, le produit annuel de la cure s'élevait à 426 livres ; la possession de onze arpents de terre et quatre fauchées de pré était attachée à cette cure. Il y avait 67 messes fondées.

## Références

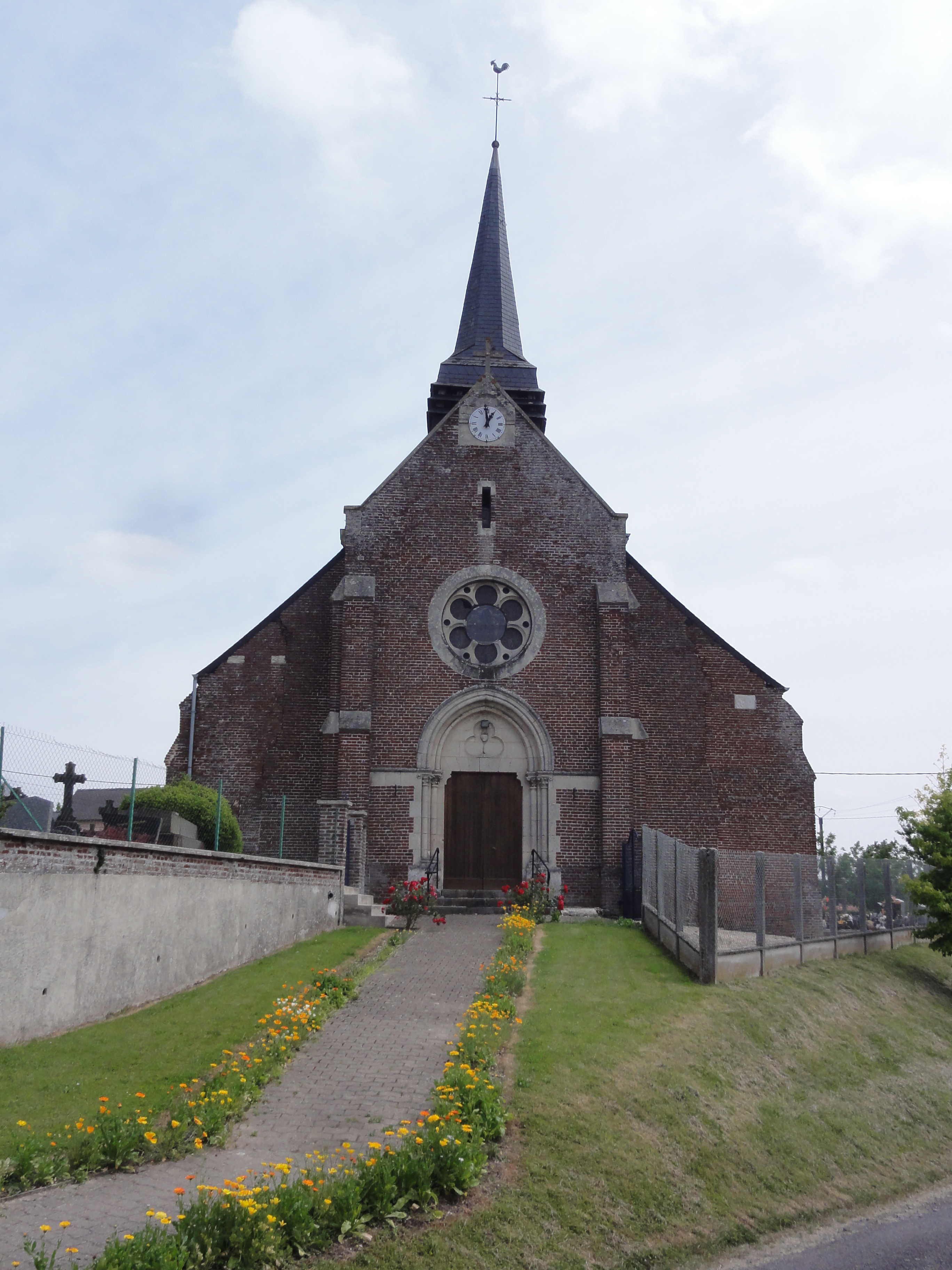
La façade de l'entrée